# Cabriolé

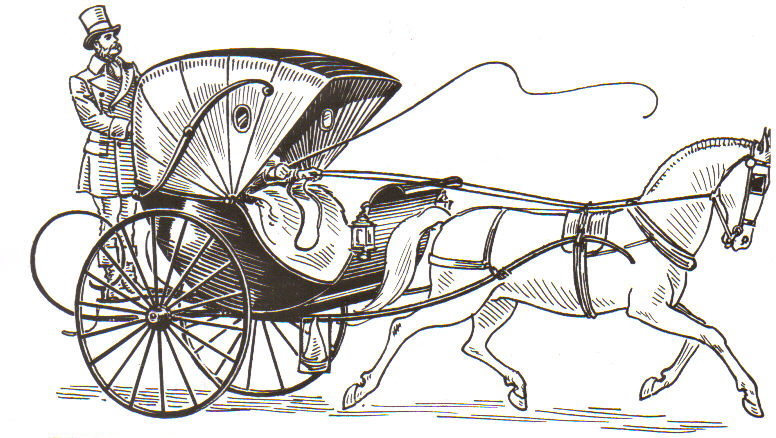
Cabriolé

El cabriolé es un carruaje de dos ruedas con capota muy similar al tílburi con puerta. Es decir, lleva puerta en la parte delantera que se cierra en dos hojas hasta la altura de las rodillas. 
Se monta por dos muelles fijos a la caja que por delante encajan por dos gemelas en la limonera. La limonera por su parte va suspendida por correas de dos muelles en forma de C fijos en las varas. 